# Quittengo
Quittengo ist eine Fraktion der italienischen Gemeinde (comune) Campiglia Cervo in der Provinz Biella, Region Piemont.

## Geografie
Der Ort liegt etwa 10 Kilometer nördlich von Biella auf 800 m s.l.m. auf der orographisch linken Talseite des vom Torrente Cervo durchflossenen Valle del Cervo in den Walliser Alpen.

## Geschichte
Quittengo war bis 2015 eine eigenständige Gemeinde und schloss sich am 1. Januar 2016 mit den Nachbargemeinden San Paolo Cervo und Campiglia Cervo zu einer neuen Gemeinde zusammen, die den Namen Campiglia Cervo weiterführt. Zum Gemeindegebiet von Quittengo gehörten auch die Ortsteile Balma, Bogna, Orio Mosso, Rialmosso, Roreto, Sassaia und Tomati.